# Maschera laringea

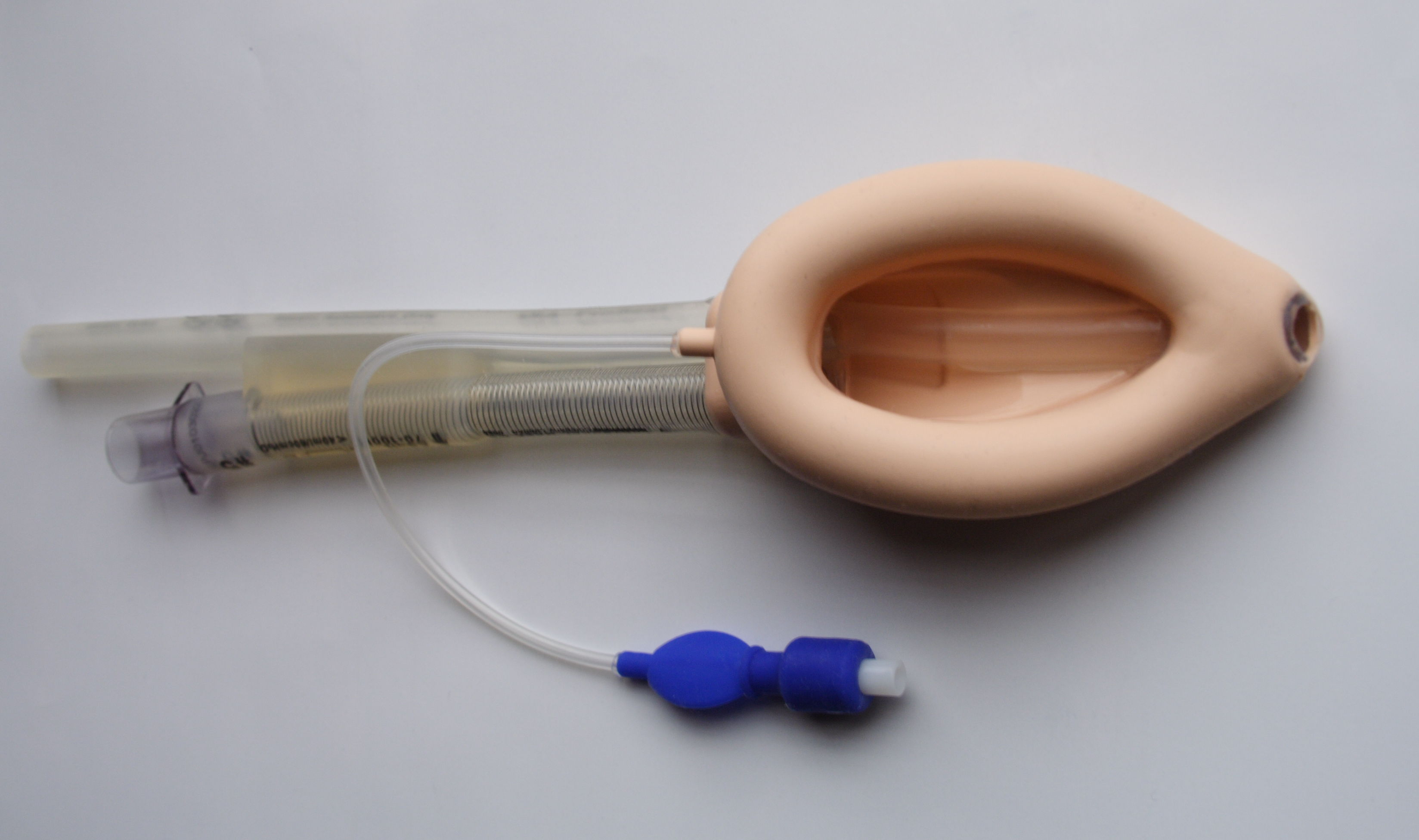
Una maschera laringea con cuffia gonfiata e munita di canale per sonda gastrica

La maschera laringea (o LMA, laryngeal mask airway) è un presidio medico-chirurgico impiegato per la gestione delle vie aeree in anestesia o durante le manovre di rianimazione.

## Invenzione e sviluppo
Fu inventata nel 1980 da un anestesista inglese, il Dr. Archie Brain, e venne sviluppata come alternativa sicura ed efficace alla intubazione endotracheale in casi selezionati.
Dalla sua introduzione i medici dell'area critica di tutto il mondo sono ricorsi all'utilizzo della LMA in più di 150 milioni di pazienti. Oltre 2.500 pubblicazioni e centinaia di studi clinici hanno testato e provato l'efficacia del presidio in numerose varietà di utilizzo.

## Caratteristiche
Si tratta di un tubo il cui sbocco distale si trova al centro di una piccola maschera il cui contorno è costituito da una cuffia gonfiabile che si appoggia all'adito della laringe. Gonfiando la cuffia la parte posteriore della maschera preme contro il retrofaringe e la cuffia sigilla l'adito laringeo. Il suo utilizzo è legato a un'incidenza più bassa di dolore e tosse rispetto al tubo endotracheale, e risulta di più facile inserimento, non richiedendo strumenti aggiuntivi.
Questo presidio tuttavia non protegge completamente i polmoni dal rischio di aspirazione di sostanze estranee (vomito, secrezioni), e pertanto non è indicato in quei pazienti a rischio di questa complicanza.
Sono stati sviluppati altri modelli di maschera laringea, con perfezionamenti rispetto al modello originale. Ad esempio la maschera laringea "armata" con tubo spiralato, realizzata espressamente per facilitare l'uso del dispositivo in interventi dove chirurgo e anestesista condividano il campo operatorio: la chirurgia del capo, del collo, revisioni dentali e, in genere, dove sia importante evitare al paziente rischi e discomfort dell'intubazione tracheale. Il tubo è estremamente flessibile per varie ragioni: evitare che una sua rotazione accidentale causi la dislocazione della cuffia, poter essere spostato durante la procedura chirurgica senza perdite di tenuta della cuffia contro la laringe. Il tubo resiste all'inginocchiamento quando, in condizioni normali, viene flesso o compresso da un apribocca rigido. La maschera laringea flessibile può essere usata per le tonsillectomie utilizzando un apribocca tipo Boyle-Davies. Quest'ultima possibilità di impiego sta rivoluzionando l'approccio anestesiologico alla tonsillectomia, soprattutto pediatrica, offrendo un elevato standard in termini di sicurezza e qualità del risveglio.

## Utilizzo
La LMA è utile nelle anestesie generali per interventi brevi in cui la chirurgia non richieda la somministrazione di curaro. Nell'ambito dell'emergenza extraospedaliera si utilizza quando l'intubazione orotracheale fallisce per problemi legati all'anatomia del paziente o al suo posizionamento.
La LMA è disponibile in diverse misure e la scelta viene effettuata in base al peso corporeo. In generale la misura 4 è adatta per le donne e la misura 5 per gli uomini (fino a 100kg). La cuffia della maschera deve essere sgonfiata completamente (assumendo l'aspetto di un cucchiaio senza pieghe alla sua estremità) e lubrificata prima del suo inserimento.
In sala operatoria è necessaria una buona profondità dell'anestesia generale per evitare che il presidio si sposti a causa di movimenti involontari del paziente o che il paziente vada incontro a laringospasmo riflesso alla stimolazione dell'ipofaringe.
Un recente impiego della LMA, invece del tubo endotracheale, è quello fatto in corso di intervento di tracheotomia percutanea, per le seguenti ragioni:
- l'accesso e la manovrabilità del broncoscopio (utilizzato per il controllo della procedura) viene facilitato dall'uso della LMA
- la presenza in trachea del tubo endotracheale ostacola l'introduzione dello strumento dilatatore, evento ovviato dall'uso della LMA
- il maggiore calibro del lume della LMA, viene solo parzialmente occupato dal fibroscopio, per cui la ventilazione non viene compromessa come con l'uso del tubo endotracheale.

Prima dell'introduzione il paziente deve essere preventivamente anestetizzato oppure deve essere in stato di incoscienza; il collo deve essere leggermente esteso e la bocca ben aperta.
La punta della cuffia deve essere tenuta premuta verso l'alto contro il palato duro e quindi contro la parete posteriore del faringe. La mandibola può essere spinta verso il basso con il dito medio di un assistente.
Senza usare forza si avanza la LMA in ipofaringe finché si avverte una resistenza definitiva: questa manovra dovrebbe permettere di posizionare la LMA correttamente con la propria punta a contatto dello sfintere esofageo superiore.